# Lácara (Montijo)
Lácara es una pedanía del municipio español de Montijo, perteneciente a la provincia de Badajoz (comunidad autónoma de Extremadura).

## Situación
Está situada a 8 km de Montijo, al norte de Torremayor. Pertenece a la comarca de Tierra de Mérida - Vegas Bajas y al Partido judicial de Montijo.
A 2 km aproximadamente se encuentra la rivera del Lácara de la que recibe su nombre.

## Historia
Es uno de los poblados creados durante la denominada colonización de la Vega Baja del Guadiana, dentro del Plan Badajoz, y gestionados inicialmente por el IRYDA, Instituto de Reforma y Desarrollo Agrario, durante el régimen franquista, con la finalidad de aprovechar el nuevo entramado hidrológico cuyo eje en el sector es el Canal de Montijo.
El pueblo se asienta en las tierras de la Finca de Casarente, y a 1,5 km apróx se encuentra el cerro de La Morra.  

## Raíz Etimológica
El nombre, de posibles de raíces celtíberas, proviene de un afluente del río Guadiana que transcurre en las proximidades del poblado, compartiendo así topónimo con el dolmen más impresionante de la zona. 
Existe una hipótesis de peso, afirmando el término acuñado de "Lácara", como se denomina el afluente y también el municipio, provenga de una derivación distorsionada y simplificada en el tiempo de "La Orden de Alcántara", que, como se sabe, fue una orden militar y religiosa, creada en el año 1.154 en el Reino de León, y que perdura en la actualidad. Es una de las cuatro grandes Órdenes militares españolas, siendo las otras tres las de Santiago, Calatrava y Montesa. Al principio se denominaba Orden de San Julián del Pereiro y era filial de la Orden de Calatrava.
El contexto para hacer coincidir este factor histórico/medieval con este enclave de construcción moderna, será el siguiente:
Existe una evidente conexión del nombre del Río Lácara con el municipio cercano de "Cordobilla de Lácara" , de donde toma su nombre. También hay constataciones históricas de la presencia de esta orden de frailes/militares en el Castillo de Castellanos en la Sierra de San Pedro. Está situado en una finca privada. La referencia histórica de esta fortaleza se vincula a la Orden de Alcántara. Pertenecía en 1.300 al linaje de los Valverde, que mantuvieron la propiedad hasta 1.477. En este año la adquirió Alonso de Cárdenas, maestre de la Orden de Santiago, y después se sucedió en sus descendientes los condes de la Puebla del Maestre hasta el final del Antiguo Régimen.
Debido al reconocimiento de la conquista de Córdoba en 1.236 por Fernando III, pasaría esta a ser posesión de dicha orden, posteriormente fundando territorios por las inmediaciones, como la villa de "Cordobilla de Lácara", dejando constancia de su autoría épica en la historia, y diferenciándola de la gran urbe con este denominado diminutivo. Probablemente, "Cordobilla" se configurará de "Lácara" posteriormente a su fundación, en referencia al río como ya se menciona con anterioridad.
Las primeras posesiones de la orden, se ubicaban más al norte de lo que luego sería el núcleo principal de asentamiento. Comenzaron a crecer cuando, a la recibida villa de Alcántara, se sumaron Santibáñez y Portezuelo, tras ganar un pleito a la orden del Templo, así como Navasfrías, donada por Alfonso IX, y Valencia de Alcántara, conquistada por los caballeros de la orden en 1.220. De esta forma quedó configurado su bloque fundamental de posesiones en el partido de Alcántara, al oeste de la actual provincia de Cáceres.
El comienzo de su asentamiento en el este de la provincia de Badajoz, en la comarca de La Serena, que sería el otro gran núcleo del señorío de la orden, tiene lugar en 1.231 cuando conquistan Magacela, que sería donada definitivamente a la orden tres años después por Fernando III el Santo como compensación por ciertos derechos alegados sobre la villa de Trujillo. Magacela se constituye en encomienda y se crea un priorato con jurisdicción en el territorio vecino. Al mismo tiempo la orden recibe el encargo del rey de repoblar Zalamea, conquistada por esos años. Entonces, les fueron donadas Benquerencia y Esparragal, esta última conquistada por los templarios. Su señorío, no obstante, no se redondearía hasta comienzos del siglo XIV, cuando consiguió la donación del castillo de Eljas en 1.302 y de Villanueva de la Serena un año después. Aunque la orden participó en la conquista de Andalucía, apenas recibió donaciones en esta región, limitadas a los castillos de Morón y Cote y el lugar del Arahal, que le fueron donados por Sancho IV de Castilla en 1.285, pero permutados con Pedro Girón en el siglo XV (1.461) a cambio de Salvatierra, Villanueva de Barcarrota y el castillo de Azagala.

## Patrimonio
Iglesia parroquial católica bajo la advocación de San José Obrero, en la archidiócesis de Mérida-Badajoz.
En su interior se encuentran además de la imagen de San José Obrero, patrón de la localidad, las imágenes de María Auxiliadora, Ntra. Sra. del Carmen, Sagrado Corazón de Jesús, la Milagrosa, San Antonio de Padua y la Virgen de la Esperanza de Lácara.
También hay un tríptico de grandes dimensiones representando al Sagrado Corazón de María, pintado por Sandra Macedonsky y un cuadro del bautismo de Jesús.
Monumento al Agricultor. Es un pódium central en una rotonda, donde se homenajea a todos los agricultores locales con un arado de vertedera.

## Fiestas
- San José Obrero: San José Obrero es el patrón de la localidad y sus fiestas se celebran entre el 30 de abril y el 3 de mayo, siendo su día grande el 1 de mayo. Las fiestas comienzan el día 30, víspera de San José Obrero, con la quema de los fuegos artificiales. Durante estos día hay numerosas actividades culturales y festivas, concursos, bailes, partidos de fútbol e innumerables actos.  Imagen de San José Obrero. Patrón de Lácara

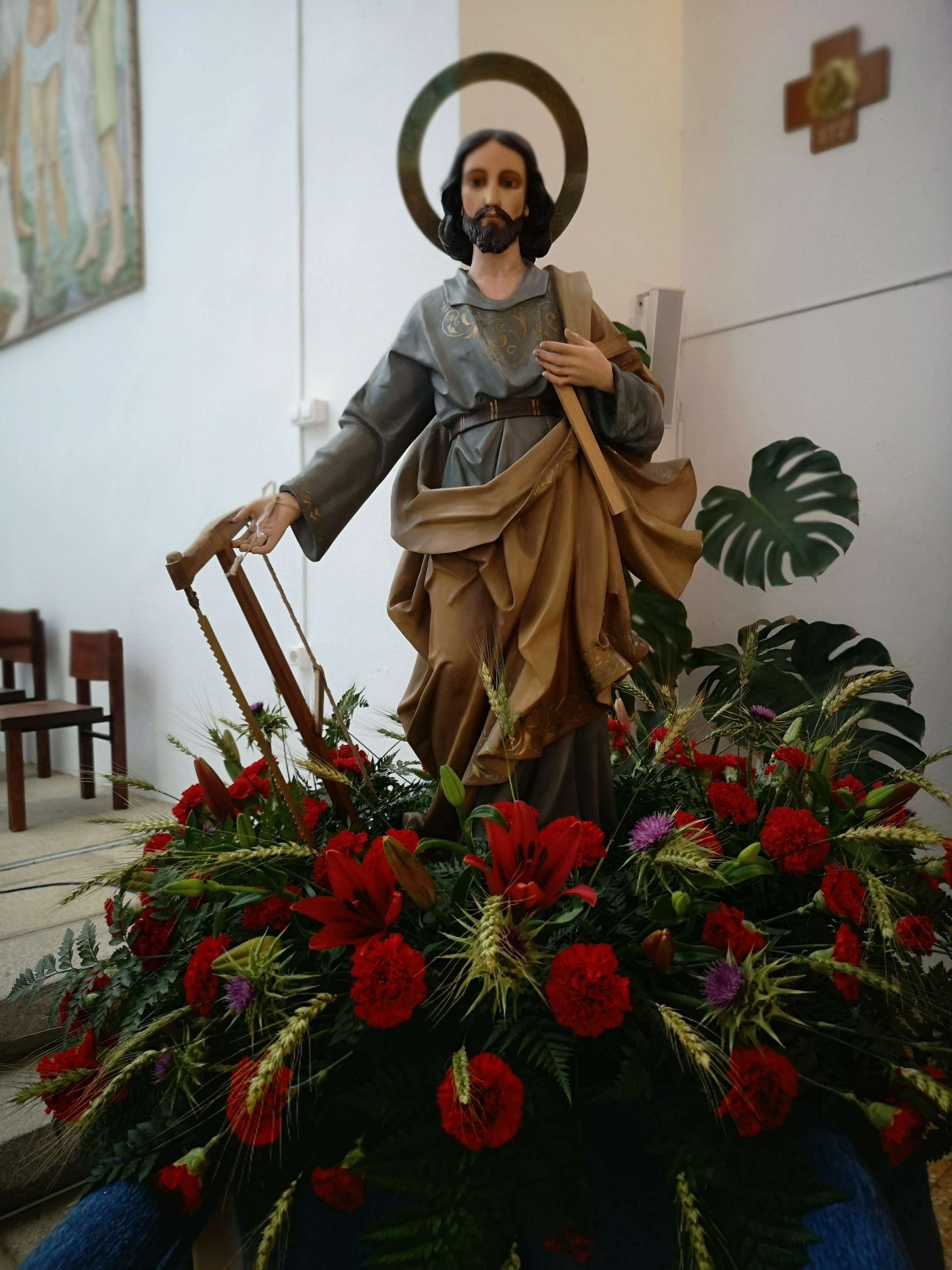
Imagen de San José Obrero. Patrón de Lácara

- Las Candelas: Otro de los días importantes en el pueblo son las Candelas. Se celebran el sábado más próximo al 2 de febrero, día de la candelaria en el que se rememora la Presentación del Niño Jesús en el templo y la Purificación de la Virgen. Durante la eucaristía, mujeres ataviadas con el traje tradicional, portan a la Virgen y al Niño mientras entonan unas coplas, al son de una pandereta, alusivas a la visita que hizo María al templo a presentar a su Hijo llevando en la mano una vela encendida y ofreciendo un par de palomas para su rescate y una tarta. Las madres presentan a los hijos nacidos desde las pasadas candelas. Al finalizar la misa, se ofrece a los asistentes roscas y chocolate, se rifa la tarta de la Virgen y se quema el diablillo en la plaza. Esta fiesta se lleva celebrando desde el año 2000.